# Suppressieve Persoon
Suppressieve Persoon, vaak afgekort tot SP, is een term die in Scientology wordt gebruikt om de "antisociale persoonlijkheden" aan te duiden, die volgens de grondlegger van Scientology L. Ron Hubbard, ongeveer 2,5% van de bevolking vormen. Een verklaring op de website van de Scientologykerk beschrijft dat deze groep beruchte historische figuren omvat zoals Adolf Hitler.
De term wordt vaak gebruikt voor degenen die de kerk als haar vijanden beschouwt, zoals degenen die de vooruitgang van individuele Scientologen of de Scientology-beweging zouden belemmeren.
Een van de redenen waarom Scientology de SP-en als zo'n gevaar afschilderen, is dat ze volgens hen van de mensen om hen heen een "Potentieel Probleem" (Potential Trouble Source, PTS) maken. Scientology definieert een PTS als "een persoon die op de een of andere manier verbonden is met en nadelig beïnvloed wordt door een SP en die zichzelf en anderen daardoor veel problemen kan bezorgen." Hubbard suggereerde dat personen die gezien worden als PTS 17,5% van de bevolking uitmaken.
Het concept van de SP in Scientology is de bron van enige controverse, gedeeltelijk te wijten aan een afkeer van het idee van het "loskoppelen" van naaste familieleden en vrienden.

## Beleid en praktijken
Volgens Hubbards Handboek Inleiding tot Scientology Ethiek (het Ethiekboek), wordt er wanneer is vastgesteld dat een persoon onder invloed staat van een SP, aangenomen dat dit hun algemene welzijn zal beïnvloeden. Een persoon met een SP in zijn omgeving is waarschijnlijk gestrest of vaak overstuur, en dit zou de stabiliteit van elke behandeling of opleiding mogelijk in gevaar brengen. Daarom is het een parochiaan die dergelijke suppressieve connecties blijkt te hebben, niet toegestaan deel te nemen aan bepaalde Scientology-lessen en -counseling totdat de situatie adequaat is opgelost.
Het Ethiekboek biedt een richtlijn voor het oplossen van een dergelijk probleem. Een eerste stap is altijd om de persoon te informeren over het fenomeen van de SP en de effecten die dit zou hebben op de personen die dicht bij de SP staan. Zodra deze onderwijzende stap is voltooid, kan de persoon de richtlijnen verder volgen om de situatie op te lossen, zodat de parochiaan niet langer negatief wordt beïnvloed.
Scientology-veiligheidscontroles zijn ook gebruikelijk voor SP- en PTS-situaties. Als er redelijke pogingen zijn gedaan om de situatie tevergeefs aan te pakken, kan de parochiaan de optie nemen om "los te koppelen" van de SP. In het Ethiekboek wordt "loskoppelen" gedefinieerd als een zelfbepaalde beslissing gemaakt door een individu dat hij niet zal worden verbonden met een ander. Het is het verbreken van de communicatie tussen de ene persoon en de andere.
Zowel niet-scientologen als scientologen kunnen en worden bestempeld als Suppressieve Personen. Een SP is iedereen die verantwoordelijk is geweest voor "onderdrukkende handelingen", door Hubbard gedefinieerd als zijnde "de openlijke of geheime handelingen of nalatigheden die bewust en opzettelijk zijn ondernomen om de invloed van Scientology te verminderen, voorkomen of vernietigen." Evenzo kunnen hele groepen Suppressief worden verklaard; Suppressieve Groepen zijn volgens Hubbard "degenen die Scientology willen vernietigen of die gespecialiseerd zijn in het verwonden of doden van personen of het beschadigen van hun zaken of die pleiten voor onderdrukking van de mensheid." Volgens deze bredere definitie omvatte Suppressief zijn meer dan alleen maar publiekelijk tegen Scientology zijn; het omvatte ook alle groepsondersteunende activiteiten waar Hubbard sterk tegen was, vooral psychiatrie. In het bijzonder beschouwde Hubbard verslaggevers en overheidsagenten als leden van Suppressieve Groepen.